# Never Say Goodbye
Never Say Goodbye är en låt av den amerikanska rockgruppen Bon Jovi från deras tredje album Slippery When Wet. Låten är skriven av Jon Bon Jovi och Richie Sambora. Låten släpptes som fjärde singel från Slippery When Wet den 14 augusti 1987 och kom som bäst på 21# i Storbritannien.

## Låtinfo
Never Say Goodbye är en kärleksballad som till skillnad från de andra låtarna från Slippery When Wet går i mycket lågt tempo. Låten handlar om relationen mellan ett ungt par och deras begäran att alltid stanna tillsammans. På demon av låten så sjöng Richie Sambora på låten men lagom till skivan så tog Jon Bon Jovi över sången. 
Låten går i tonarten A och innehåller C#, G och D.

## Framgångar
Never Say Goodbye var den låten som lyckades sämst av de fyra singlarna från Slippery When Wet. Den lyckades som bäst ta sig till en 21# i Storbritannien. I USA tog sig låten som bäst till en 11# på Mainstream Rock Tracks.
Never Say Goodbye startade en ny trend för Bon Jovi och deras nästkommande skivor att alltid ha med en power/kärleks ballad på plattorna (så som I'll Be There For You, Bed of Roses, Always). 
Bandet Power Station spelade år 2009 in en cover på låten. 

## Liveframträdande
Never Say Goodbye har knappt aldrig framförts elektriskt utan har nästan alltid spelats akustiskt. Mycket av det beror på att låten är mycket svår att sjunga. Låten spelades flitigt mellan 1986 - 1991 men har sedan dess spelats mycket sparsamt. Oftast har den spelats mot slutet av seten och ibland till och med som sista låt.